# Vjačeslav Malafejev
Vjačeslav Aleksandrovič Malafejev (rusky Вячеслав Александрович Малафеев; * 4. března 1979, Leningrad, RSFSR, Sovětský svaz) je bývalý ruský fotbalový brankář. Účastník EURA 2004, EURA 2008 a EURA 2012.
Jeho manželka Marina, se kterou má syna Maxima a dceru Xenii, zemřela v modrém voze Bentley při automobilové havárii 17. března 2011.

## Klubová kariéra
Malafejev je odchovancem celku Zenit Petrohrad, v letech 1997–2000 hrál za jeho rezervní tým. V A-týmu debutoval v roce 1999 a od té doby v klubu stále působí. Společně s ním působil v Zenitu v letech 2003–2009 slovenský brankář Kamil Čontofalský. Se Zenitem získal Malafejev řadu trofejí, mj. v ruské lize, ruském poháru a také v Poháru UEFA v sezóně 2007/2008.

## Reprezentační kariéra
Vjačeslav Malafejev debutoval v A-mužstvu Ruska 19. listopadu 2003, šlo o kvalifikační zápas na EURO 2004 proti Walesu, v němž vychytal výhru 1:0.
Zúčastnil se EURA 2004 v Portugalsku jako druhý brankář za Sergejem Ovčinnikovem a před Igorem Akinfejevem. Rusko bylo vyřazeno v základní skupině, Malafejev nahradil Ovčinnikova po jeho vyloučení v druhém utkání s Portugalskem (porážka 0:2) a chytal i závěrečné střetnutí proti Řecku (výhra 2:1). Rusko neprošlo do další fáze šampionátu. Po EURU 2004 se stal jednotkou v brance ruského národního týmu až do května 2005, kdy ho postihlo dlouhodobé zranění.
Na EURU 2008 v Rakousku a Švýcarsku plnil roli dvojky za Akinfejevem, třetím brankářem byl Vladimir Gabulov. Rusko se probojovalo až do semifinále turnaje.
Na evropském šampionátu EURO 2012 v Polsku a na Ukrajině byl jednotkou a odchytal všechny tři zápasy v základní skupině A, po níž se ruský tým rozloučil s turnajem. Po EURU 2012 oznámil svůj konec v reprezentaci s tím, že v případě nouze bude k dispozici (např. při zranění brankáře národního týmu). Chtěl mít více času na děti.